# Manuel Peris Fuentes
Manuel Peris Fuentes, (Borriana 1857 - gener del 1932) va ser un lletrat i polític valencià.
Va cursar els estudis de Dret a Madrid. Anys més tard apareixeria citat en el llibre acadèmic Curs d'Història del Dret Espanyol d'Alfonso García-Gallo la primera edició del qual es va publicar a l'octubre de 1946. Un cop llicenciat, va passar a formar part de la redacció de El Universo, periòdic madrileny seguidor de Castelar, cap del Partido Liberal Posibilista. La seva carrera com a lletrat no el va fer destacar, però sí per les seves obres com a poeta i historiador. Les seves poesies, escrites en valencià, van aparèixer en diverses revistes valencianes. Van ser recopilades el 1928 i titulades com a Poesies. Va destacar la poesia Urbs lustratis, premiada amb la Flor Natural dels Jocs Florals. Com a historiador, i més específicament com a gran aficionat a la paremiologia, va recollir 1.500 refranys populars. El 1928 Estanislau Alberola els va publicar amb el títol Refranyer valencià. Així mateix, es dedicà a escriure obres teatrals, d’entre les quals van destacar la comèdia A la terra (1925) i Parigual (1927). La seva carrera com a escriptor el portà a vincular-se amb el valencianisme cultural a partir de Lo Rat Penat. Va ser un membre actiu i proclamat mestre en Gai Saber. Paral·lelament, desenvolupà una extensa carrera política. Després de vincular-se estretament amb El Universo, de Castelar, va ser escollit alcalde de la seva vila, Borriana, des de l'1 de juliol del 1895 fins al 30 d’octubre del 1897.
El 1929 va guanyar el premi del Llibret de Falla. Posteriorment, l'any 1931 i poc temps abans de morir, va haver d’afrontar una dura polèmica per haver format part del jurat que havia deixat desert el premi del Llibret de Falla. Aquella decisió va provocar el famós “Manifest Faller” que va encapçalar Pedro Echevarría, en el que el van posar de volta i mitja, i inclús li van recordar el seu passat maçó.
Un temps abans de morir, va desheretar el seu únic fill i cedí tot el seu patrimoni a l’Orde Salesiana. Amb aquell patrimoni, el 1929 es van començar a construir les Escoles Salesianes, tot i que s'aturaren el 1931, van acabar obrint les seues portes el 1940, huit anys més tard de la defunció del seu generós mecenes.
També cedí la seva biblioteca privada a la localitat.
Va ser un altre dels personatges destacats de la saga dels Peris Fuentes. A pesar de la coincidència de cognoms, era cosí germà de Joaquín Peris Fuentes.